# 小双节段RNA病毒属
小双节段RNA病毒属（学名：Picobirnavirus），也称皮卡比那病毒属，是小双节段RNA病毒科下的惟一一个属。是一种小巧玲珑(pico,西班牙语表示小)，基因组分两段(bi,拉丁语表示二)的双链RNA病毒。

## 下属物种
本属包括以下物种：
- Beihai picobirnavirus
- 兔小雙節段RNA病毒 Equine picobirnavirus
- 人小雙節段RNA病毒 Human picobirnavirus